# Wola Rasztowska

Wola Rasztowska (prononciation : [ˈvɔla raʂˈtɔfska]) est un village polonais de la gmina de Klembów dans le powiat de Wołomin de la voïvodie de Mazovie dans le centre-est de la Pologne.
Il se situe à environ 6 kilomètres au nord-ouest de Klembów (siège de la gmina), 12 kilomètres au nord de Wołomin (siège du powiat) et à 33 kilomètres au nord-est de Varsovie (capitale de la Pologne).

## Histoire
De 1975 à 1998, le village appartenait administrativement à la voïvodie d'Ostrołęka.